# Odprowadzenie gazów prochowych
Odprowadzenie gazów prochowych – zasada pracy broni automatycznej.
Wykorzystuje się w niej energię ciśnienia gazów w lufie, które powstają, kiedy spalany jest ładunek prochowy. Podczas strzału, kiedy pocisk mija otwór znajdujący się, w ściance lufy, a część gazów prochowych wpada do komory gazowej cisnąc na tłok, który jest popychany razem z tłoczyskiem oraz suwadłem do tyłu. Kiedy suwadło przebywa ruchem swobodnym pewien odcinek drogi, następuje odryglowanie zamka, który jest odsuwany do tyłu, a dodatkowo ściskana jest sprężyna powrotna i wówczas zostaje wyrzucona wystrzelona łuska. Sprężyna powrotna wykonuje ruch powrotny, który  oddziałuje na suwadło. Zamek oraz następny nabój jest przesuwany przez suwadło w poprzednie położenie, które rygluje zamek i samo wykonuje pewien ruch „swobodny” do przodu, a w końcowym momencie tego ruchu następuje strzał.